# Jean-Paul Bertrand-Demanes
Jean-Paul Bertrand-Demanes (13 de maig de 1952) és un exfutbolista francès. Va formar part de l'equip francès a la Copa del Món de 1978.